# Synchiropus moyeri
Synchiropus moyeri es una especie de peces de la familia Callionymidae en el orden de los Perciformes.

## Morfología
• Los machos pueden llegar alcanzar los 7,5 cm de longitud total.
- Número de  vértebras: 20-21.[1][2]

## Hábitat
Es un pez de mar de clima templado y asociado a los  arrecifes de coral que vive entre 3-30 m de profundidad.

## Distribución geográfica
Se encuentra en el Pacífico occidental.

## Observaciones
Es inofensivo para los humanos